# Fundación Thiers
La Fundación Thiers (en francés Fondation Thiers) acoge a estudiantes universitarios franceses entre los más brillantes a lo largo de su carrera.
El Instituto de Francia acoge a los residentes de la Fundación Thiers en su Círculo de Investigaciones Humanistas, así como la Asociación de Antiguos Residentes y Amigos de la Fundación y prosigue su misión de reclutar a los mejores estudiantes de la universidad, a los que el Centro Nacional de Investigaciones Científicas (CNRS, en sus siglas en francés) ayuda económicamente por una duración de tres años. Los becarios pueden ser reclutados por un periodo de un año, y, cada dos años, se otorga un premio de la Fundación Thiers a los mejores trabajos de los antiguos residentes.
La fundación ocupaba un suntuoso hotel particular construido en 1892 por iniciativa de Élise Thiers, viuda de Adolphe Thiers, que había sido jefe de Estado de Francia entre 1871 y 1873. El edificio, situado en el XVI Distrito de París, en el linde del bosque de Boulogne entre la avenida Foch y la avenida Víctor Hugo, se encuentra en el emplazamiento del primer aeródromo de París donde volaban los globos aerostáticos.
En 1986, el edificio neoclásico, que se encontraba en mal estado, fue vendido por su propietario, el Instituto de Francia, y es desde entonces un hotel.
La Fundación Thiers fue reconocida de utilidad pública el 1 de mayo de 1893.